# Liste der Staatsoberhäupter 2006
Übersicht
◄◄ | ◄ | 2002 | 2003 | 2004 | 2005 | Liste der Staatsoberhäupter 2006 | 2007 | 2008 | 2009 | 2010 | ► | ►►

Weitere Ereignisse

## Afrika
- Ägypten
  - Staatsoberhaupt: Präsident Husni Mubarak (1981–2011) (1981–1982 Ministerpräsident)
  - Regierungschef: Ministerpräsident Ahmad Nazif (2004–2011)
- Algerien
  - Staatsoberhaupt: Präsident Abd al-Aziz Bouteflika (1999–2019)
  - Regierungschef:
    - Ministerpräsident Ahmed Ouyahia (1995–1998, 2003–24. Mai 2006, 2008–2012, 2017–2019)
    - Ministerpräsident Abdelaziz Belkhadem (24. Mai 2006–2008)
- Angola
  - Staatsoberhaupt: Präsident José Eduardo dos Santos (1979–2017)
  - Regierungschef: Ministerpräsident Fernando da Piedade Dias dos Santos (2002–2008)
- Äquatorialguinea
  - Staatsoberhaupt: Präsident Teodoro Obiang Nguema Mbasogo (seit 1979) (bis 1982 Vorsitzender des Obersten Militärrats)
  - Regierungschef:
    - Premierminister Miguel Abia Biteo Boricó (2004–14. August 2006)
    - Premierminister Ricardo Mangue Obama Nfubea (14. August 2006–2008)
- Äthiopien
  - Staatsoberhaupt: Präsident Girma Wolde-Giorgis (2001–2013)
  - Regierungschef: Ministerpräsident Meles Zenawi (1995–2012) (1991–1995 Präsident)
- Benin
  - Staats- und Regierungschef:
    - Präsident Mathieu Kérékou (1972–1991, 1996–6. April 2006)
    - Präsident Boni Yayi (6. April 2006–2016)
- Botswana
  - Staats- und Regierungschef: Präsident Festus Mogae (1998–2008)
- Burkina Faso
  - Staatsoberhaupt: Präsident Blaise Compaoré (1987–2014)
  - Regierungschef: Ministerpräsident Paramanga Ernest Yonli (2000–2007)
- Burundi
  - Staats- und Regierungschef: Präsident Pierre Nkurunziza (2005–2020)
- Dschibuti
  - Staatsoberhaupt: Präsident Ismail Omar Guelleh (seit 1999)
  - Regierungschef: Ministerpräsident Dileita Mohamed Dileita (2001–2013)
- Elfenbeinküste
  - Staatsoberhaupt: Präsident Laurent Gbagbo (2000–2011)
  - Regierungschef: Ministerpräsident Charles Konan Banny (2005–2007)
- Eritrea
  - Staats- und Regierungschef: Präsident Isayas Afewerki (seit 1993)
- Gabun
  - Staatsoberhaupt: Präsident Omar Bongo Ondimba (1967–2009)
  - Regierungschef:
    - Ministerpräsident Jean-François Ntoutoume Emane (1999–20. Januar 2006)
    - Ministerpräsident Jean Eyeghe Ndong (20. Januar 2006–2009)
- Gambia
  - Staats- und Regierungschef: Präsident Yahya Jammeh (1994–2017) (bis 1996 Vorsitzender des Provisorischen Regierungsrats der Armee)
- Ghana
  - Staats- und Regierungschef: Präsident John Agyekum Kufuor (2001–2009)
- Guinea
  - Staatsoberhaupt: Präsident Lansana Conté (1984–2008)
  - Regierungschef:
    - Ministerpräsident Cellou Dalein Diallo (2004–5. April 2006)
    - vakant (5. April 2006–2007)
- Guinea-Bissau
  - Staatsoberhaupt: Präsident João Bernardo Vieira (1980–1984, 1984–1999, 2005–2009) (1978–1980 Ministerpräsident)
  - Regierungschef: Ministerpräsident Aristides Gomes (2005–2007, 2018–2019, 2019–2020)
- Kamerun
  - Staatsoberhaupt: Präsident Paul Biya (seit 1982)
  - Regierungschef: Ministerpräsident Ephraïm Inoni (2004–2009)
- Kap Verde
  - Staatsoberhaupt: Präsident Pedro Pires (2001–2011) (1975–1991 Premierminister)
  - Regierungschef: Premierminister José Maria Neves (2001–2016) (seit 2021 Präsident)
- Kenia
  - Staats- und Regierungschef: Präsident Mwai Kibaki (2002–2013)
- Komoren
  - Staats- und Regierungschef:
    - Präsident Azali Assoumani (1999–2002, 2002–26. Mai 2006)
    - Präsident Ahmed Abdallah Mohamed Sambi (26. Mai 2006–2011)
- Demokratische Republik Kongo (bis 1964 Kongo-Léopoldville, 1964–1971 Demokratische Republik Kongo, 1971–1997 Zaïre)
  - Staatsoberhaupt: Präsident Joseph Kabila (2001–2019)
  - Regierungschef: Ministerpräsident Antoine Gizenga (30. Dezember 2006–2008) (Amt neu geschaffen)
- Republik Kongo (1960–1970 Kongo-Brazzaville; 1970–1992 Volksrepublik Kongo)
  - Staatsoberhaupt: Präsident Denis Sassou-Nguesso (1979–1992, seit 1997)
  - Regierungschef: Ministerpräsident Isidore Mvouba (2005–2009)
- Lesotho
  - Staatsoberhaupt: König Letsie III. (1990–1995, seit 1996)
  - Regierungschef: Ministerpräsident Bethuel Pakalitha Mosisili (1998–2012, 2015–2017)
- Liberia
  - Staats- und Regierungschef:
    - Vorsitzender der nationalen Übergangsregierung Gyude Bryant (2003–16. Januar 2006)
    - Präsidentin Ellen Johnson Sirleaf (16. Januar 2006–2018)
- Libyen
  - Revolutionsführer: Muammar al-Gaddafi (1969–2011) (1969–1979 Generalsekretär des Allgemeinen Volkskongresses)
  - Staatsoberhaupt: Generalsekretär des Allgemeinen Volkskongresses Zantani Muhammad az-Zantani (1992–2008)
  - Regierungschef:
    - Generalsekretär des Allgemeinen Volkskomitees Schukri Ghanim (2003–5. März 2006)
    - Generalsekretär des allgemeinen Volkskomitees Al-Baghdadi Ali al-Mahmudi (5. März 2006–2011)
- Madagaskar
  - Staatsoberhaupt: Präsident Marc Ravalomanana (2002–2009)
  - Regierungschef: Premierminister Jacques Sylla (2002–2007)
- Malawi
  - Staats- und Regierungschef: Präsident Bingu wa Mutharika (2004–2012)
- Mali
  - Staatsoberhaupt: Präsident Amadou Toumani Touré (1991–1992, 2002–2012)
  - Regierungschef: Ministerpräsident Ousmane Issoufi Maïga (2004–2007)
- Marokko
  - Staatsoberhaupt: König Mohammed VI. (seit 1999)
  - Regierungschef: Ministerpräsident Driss Jettou (2002–2007)
- Mauretanien
  - Staatsoberhaupt: Vorsitzender des Militärrats für Gerechtigkeit und Demokratie Ely Ould Mohamed Vall (2005–2007)
  - Regierungschef: Ministerpräsident Sidi Mohamed Ould Boubacar (1992–1996, 2005–2007)
- Mauritius
  - Staatsoberhaupt: Präsident Anerood Jugnauth (2003–2012) (1982–1985, 2000–2003, 2014–2017 Premierminister)
  - Regierungschef: Premierminister Navin Ramgoolam (1995–2000, 2005–2014, seit 2024)
- Mosambik
  - Staatsoberhaupt: Präsident Armando Guebuza (2005–2015)
  - Regierungschef: Premierministerin Luísa Diogo (2004–2010)
- Namibia
  - Staatsoberhaupt: Präsident Hifikepunye Pohamba (2005–2015)
  - Regierungschef: Premierminister Nahas Angula (2005–2012)
- Niger
  - Staatsoberhaupt: Präsident Mamadou Tandja (1999–2010)
  - Regierungschef: Premierminister Hama Amadou (1995–1996, 2000–2007)
- Nigeria
  - Staats- und Regierungschef: Präsident Olusegun Obasanjo (1976–1979, 1999–2007)
- Ruanda
  - Staatsoberhaupt: Präsident Paul Kagame (seit 2000)
  - Regierungschef: Ministerpräsident Bernard Makuza (2000–2011)
- Sambia
  - Staats- und Regierungschef: Präsident Levy Mwanawasa (2002–2008)
- São Tomé und Príncipe
  - Staatsoberhaupt: Präsident Fradique de Menezes (2001–2003, 2003–2011)
  - Regierungschef:
    - Premierministerin Maria do Carmo Silveira (2005–21. April 2006)
    - Premierminister Tomé Vera Cruz (21. April 2006–2008)
- Senegal
  - Staatsoberhaupt: Präsident Abdoulaye Wade (2000–2012)
  - Regierungschef: Premierminister Macky Sall (2004–2007) (2012–2024 Präsident)
- Seychellen
  - Staats- und Regierungschef: Präsident James Alix Michel (2004–2016)
- Sierra Leone
  - Staats- und Regierungschef: Präsident Ahmad Tejan Kabbah (1996–1997, 1998–2007)
- Simbabwe
  - Staats- und Regierungschef: Präsident Robert Mugabe (1987–2017) (1980–1987 Ministerpräsident)
- Somalia
  - Staatsoberhaupt: Präsident Abdullahi Yusuf Ahmed (2004–2008)
  - Regierungschef: Ministerpräsident Ali Mohammed Ghedi (2004–2007)
    - Somaliland (international nicht anerkannt)
      - Staats- und Regierungschef: Präsident Dahir Riyale Kahin (2002–2010)
- Südafrika
  - Staats- und Regierungschef: Präsident Thabo Mbeki (1999–2008)
- Sudan
  - Staats- und Regierungschef: Präsident Umar al-Baschir (1989–2019)
- Swasiland
  - Staatsoberhaupt: König Mswati III. (seit 1986)
  - Regierungschef: Premierminister Absalom Themba Dlamini (2003–2008)
- Tansania
  - Staatsoberhaupt: Präsident Jakaya Kikwete (2005–2015)
  - Regierungschef: Ministerpräsident Edward Lowassa (2005–2008)
- Togo
  - Staatsoberhaupt: Präsident Faure Gnassingbé (2005, 2005–2025) (seit 2025 Premierminister)
  - Regierungschef:
    - Premierminister Edem Kodjo (1994–1996, 2005–20. September 2006)
    - Premierminister Yawovi Agboyibo (20. September 2006–2007)
- Tschad
  - Staatsoberhaupt: Präsident Idriss Déby (1990–2021)
  - Regierungschef: Ministerpräsident Pascal Yoadimnadji (2005–2007)
- Tunesien
  - Staatsoberhaupt: Präsident Zine el-Abidine Ben Ali (1987–2011) (1987 Ministerpräsident)
  - Regierungschef: Ministerpräsident Mohamed Ghannouchi (1999–2011)
- Uganda
  - Staatsoberhaupt: Präsident Yoweri Museveni (seit 1986)
  - Regierungschef: Ministerpräsident Apolo Nsibambi (1999–2011)
- Westsahara (umstritten)
  - Staatsoberhaupt: Präsident Mohamed Abdelaziz (1976–2016) (im Exil)
  - Regierungschef: Ministerpräsident Abdelkader Taleb Oumar (2003–2018) (im Exil)
- Zentralafrikanische Republik
  - Staatsoberhaupt: Präsident François Bozizé (2003–2013)
  - Regierungschef: Ministerpräsident Élie Doté (13. Juni 2005–2008)

## Amerika

### Nordamerika
- Kanada
  - Staatsoberhaupt: Königin Elisabeth II. (1952–2022)
    - Generalgouverneurin: Michaëlle Jean (2005–2010)

  - Regierungschef:
    - Premierminister Paul Martin (2003–6. Februar 2006)
    - Premierminister Stephen Harper (6. Februar 2006–2015)
- Mexiko
  - Staats- und Regierungschef:
    - Präsident Vicente Fox (2000–30. November 2006)
    - Präsident Felipe Calderón (1. Dezember 2006–2012)
- Vereinigte Staaten von Amerika
  - Staats- und Regierungschef: Präsident George W. Bush (2001–2009)

### Mittelamerika
- Antigua und Barbuda
  - Staatsoberhaupt: Königin Elisabeth II. (1981–2022)
    - Generalgouverneur: James Carlisle (1993–2007)

  - Regierungschef: Premierminister Baldwin Spencer (2004–2014)
- Bahamas
  - Staatsoberhaupt: Königin Elisabeth II. (1973–2022)
    - Generalgouverneur:
      - Paul Adderley (2005–1. Februar 2006)
      - Arthur Dion Hanna (1. Februar 2006–2010)

  - Regierungschef: Premierminister Perry Christie (2002–2007, 2012–2017)
- Barbados
  - Staatsoberhaupt: Königin Elisabeth II. (1966–2021)
    - Generalgouverneur: Clifford Husbands (1996–2011)

  - Regierungschef: Premierminister Owen Arthur (1994–2008)
- Belize
  - Staatsoberhaupt: Königin Elisabeth II. (1981–2022)
    - Generalgouverneur: Colville Young (1993–2021)

  - Regierungschef: Premierminister Said Musa (1998–2008)
- Costa Rica
  - Staats- und Regierungschef:
    - Präsident Abel Pacheco (2002–8. Mai 2006)
    - Präsident Óscar Arias Sánchez (1986–1990, 8. Mai 2006–2010)
- Dominica
  - Staatsoberhaupt: Präsident Nicholas Liverpool (2003–2012)
  - Regierungschef: Premierminister Roosevelt Skerrit (seit 2004)
- Dominikanische Republik
  - Staats- und Regierungschef: Präsident Leonel Fernández (1996–2000, 2004–2012)
- El Salvador
  - Staats- und Regierungschef: Präsident Antonio Saca (2004–2009)
- Grenada
  - Staatsoberhaupt: Königin Elisabeth II. (1974–2022)
    - Generalgouverneur: Daniel Williams (1996–2008)

  - Regierungschef: Premierminister Keith Mitchell (1995–2008, 2013–2022)
- Guatemala
  - Staats- und Regierungschef: Präsident Óscar Berger Perdomo (2004–2008)
- Haiti
  - Staatsoberhaupt:
    - Präsident Boniface Alexandre (2004–14. Mai 2006)
    - Präsident René Préval (1996–2001, 14. Mai 2006–2011)

  - Regierungschef:
    - Premierminister Gérard Latortue (2004–29. Juni 2006)
    - Premierminister Jacques-Édouard Alexis (1999–2001, 9. Juni 2006–2008)
- Honduras
  - Staats- und Regierungschef:
    - Präsident Ricardo Maduro (2002–27. Januar 2006)
    - Präsident Manuel Zelaya (27. Januar 2006–2009)
- Jamaika
  - Staatsoberhaupt: Königin Elisabeth II. (1962–2022)
    - Generalgouverneur:
      - Howard Cooke (1991–15. Februar 2006)
      - Kenneth Hall (15. Februar 2006–2009)

  - Regierungschef:
    - Ministerpräsident Percival J. Patterson (1992–30. März 2006)
    - Ministerpräsidentin Portia Simpson Miller (30. März 2006–2007, 2012–2016)
- Kuba
  - Staatsoberhaupt und Regierungschef:
    - Präsident des Staatsrats und des Ministerrats Fidel Castro (1976–2008) (1959–1976 Ministerpräsident)
    - Erster Vizepräsident Raúl Castro (seit 31. Juli 2006–2008) (kommissarisch)
- Nicaragua
  - Staats- und Regierungschef: Präsident Enrique Bolaños (2002–2007)
- Panama
  - Staats- und Regierungschef: Präsident Martín Torrijos (2004–2009)
- St. Kitts und Nevis
  - Staatsoberhaupt: Königin Elisabeth II. (1983–2022)
    - Generalgouverneur: Cuthbert Sebastian (1996–2013)

  - Regierungschef: Ministerpräsident Denzil Douglas (1995–2015)
- St. Lucia
  - Staatsoberhaupt: Königin Elisabeth II. (1979–2022)
    - Generalgouverneurin: Dame Pearlette Louisy (1997–2017)

  - Regierungschef:
    - Ministerpräsident Kenneth Anthony (1997–15. Dezember 2006, 2011–2016)
    - Ministerpräsident John Compton (1979, 1982–1986, 15. Dezember 2006–2007)
- St. Vincent und die Grenadinen
  - Staatsoberhaupt: Königin Elisabeth II. (1979–2022)
    - Generalgouverneur: Frederick Ballantyne (2002–2019)

  - Regierungschef: Ministerpräsident Ralph Gonsalves (seit 2001)
- Trinidad und Tobago
  - Staatsoberhaupt: Präsident George Maxwell Richards (2003–2013)
  - Regierungschef: Ministerpräsident Patrick Manning (1991–1995, 2001–2010)

### Südamerika
- Argentinien
  - Staats- und Regierungschef: Präsident Néstor Kirchner (2003–2007)
- Bolivien
  - Staats- und Regierungschef:
    - Präsident Eduardo Rodríguez (2005–22. Januar 2006)
    - Präsident Evo Morales (22. Januar 2006–2019)
- Brasilien
  - Staats- und Regierungschef: Präsident Luiz Inácio Lula da Silva (2003–2011, seit 2023)
- Chile
  - Staats- und Regierungschef:
    - Präsident Ricardo Lagos Escobar (2000–11. März 2006)
    - Präsidentin Michelle Bachelet (11. März 2006–2010, 2014–2018)
- Ecuador
  - Staats- und Regierungschef: Präsident Alfredo Palacio (2005–2007)
- Guyana
  - Staatsoberhaupt: Präsident Bharrat Jagdeo (1999–2011) (1999 Ministerpräsident)
  - Regierungschef: Ministerpräsident Sam Hinds (1992–1997, 1997–1999, 1999–2015) (1997 Präsident)
- Kolumbien
  - Staats- und Regierungschef: Präsident Álvaro Uribe Vélez (2002–2010)
- Paraguay
  - Staats- und Regierungschef: Präsident Nicanor Duarte Frutos (2003–2008)
- Peru
  - Staatsoberhaupt:
    - Präsident Alejandro Toledo (2001–28. Juli 2006)
    - Präsident Alan García (1985–1990, 28. Juli 2006–2011)

  - Regierungschef:
    - Vorsitzender des Ministerrats Pedro Pablo Kuczynski (2005–28. Juli 2006)
    - Vorsitzender des Ministerrats Jorge del Castillo Gálvez (28. Juli 2006–2008)
- Suriname
  - Staats- und Regierungschef: Präsident Ronald Venetiaan (1991–1996, 2000–2010)
  - Regierungschef: Vizepräsident Ramdien Sardjoe (2005–2010)
- Uruguay
  - Staats- und Regierungschef: Präsident Tabaré Vázquez (2005–2010, 2015–2020)
- Venezuela
  - Staats- und Regierungschef: Präsident Hugo Chávez (1999–2002, 2002–2013)

## Asien

### Ost-, Süd- und Südostasien
- Bangladesch
  - Staatsoberhaupt: Präsident Iajuddin Ahmed (2002–2009) (2006–2007 Regierungschef)
  - Regierungschef:
    - Premierminister in Khaleda Zia (1991–1996, 2001–29. Oktober 2006)
    - Premierminister Iajuddin Ahmed (29. Oktober 2006–2007) (kommissarisch) (2002–2009 Präsident)
- Bhutan
  - Staatsoberhaupt:
    - König Jigme Singye Wangchuck (1972–14. Dezember 2006)
    - König Jigme Khesar Namgyel Wangchuck (seit 14. Dezember 2006)

  - Regierungschef:
    - Ministerpräsident Sangay Ngedup (1999–2000, 2005–7. September 2006)
    - Ministerpräsident Khandu Wangchuk (7. September 2006–2007)
- Brunei
  - Staats- und Regierungschef: Sultan Hassanal Bolkiah (seit 1967)
- Republik China (Taiwan)
  - Staatsoberhaupt: Präsident Chen Shui-bian (2000–2008)
  - Regierungschef:
    - Ministerpräsident Frank Hsieh (2005–25. Januar 2006)
    - Ministerpräsident Su Tseng-chang (25. Januar 2006–2007, 2019–2023)
- Volksrepublik China
  - Staatsoberhaupt: Präsident Hu Jintao (2003–2013)
  - Regierungschef: Staatsratsvorsitzender Wen Jiabao (2003–2013)
- Indien
  - Staatsoberhaupt: Präsident A. P. J. Abdul Kalam (2002–2007)
  - Regierungschef: Premierminister Manmohan Singh (2004–2014)
- Indonesien
  - Staatsoberhaupt und Regierungschef: Präsident Susilo Bambang Yudhoyono (2004–2014)
- Japan
  - Staatsoberhaupt: Kaiser Akihito (1989–2019)
  - Regierungschef:
    - Premierminister Jun’ichirō Koizumi (2001–26. September 2006)
    - Premierminister Shinzō Abe (26. September 2006–2007, 2012–2020)
- Kambodscha
  - Staatsoberhaupt: König Norodom Sihamoni (seit 2004)
  - Regierungschef: Premierminister Hun Sen (1985–2023)
- Nordkorea
  - Vorsitzender der Nationalen Verteidigungskommission: Kim Jong-il (1994–2011)
  - Vorsitzender des Präsidiums der Obersten Volksversammlung: Kim Yong-nam (1998–2019)
  - Regierungschef: Ministerpräsident Pak Pong-ju (2003–2007, 2013–2019)
- Südkorea
  - Staatsoberhaupt: Präsident Roh Moo-hyun (2003–2008)
  - Regierungschef:
    - Premierminister Lee Hae-chan (2004–14. März 2006)
    - Premierminister Han Duck-soo (kommissarisch) (14. März 2006–19. April 2006, 2007–2007, 2022–2024, 2025) (2024, 2025 Staatsoberhaupt)
    - Premierminister Han Myung-sook (19. April 2006–2007)
- Laos
  - Staatsoberhaupt:
    - Präsident Khamtay Siphandone (1998–8. Juni 2006)
    - Präsident Choummaly Sayasone (8. Juni 2006–2016)

  - Regierungschef:
    - Ministerpräsident Boungnang Vorachith (2001–8. Juni 2006)
    - Ministerpräsident Bouasone Bouphavanh (8. Juni 2006–2010)
- Malaysia
  - Staatsoberhaupt:
    - Oberster Herrscher Syed Sirajuddin (2001–12. Dezember 2006)
    - Oberster Herrscher Mizan Zainal Abidin (13. Dezember 2006–2011)

  - Regierungschef: Premierminister Abdullah Ahmad Badawi (2003–2009)
- Malediven
  - Staats- und Regierungschef: Präsident Maumoon Abdul Gayoom (1978–2008)
- Myanmar
  - Staatsoberhaupt: Vorsitzender des Staatsrats für Frieden und Entwicklung Than Shwe (1992–2011) (1992–2003 Ministerpräsident)
  - Regierungschef: Ministerpräsident Soe Win (2004–2007)
- Nepal
  - Staatsoberhaupt: König Gyanendra (1950–1951, 2001–2008)
  - Regierungschef:
    - vakant (2005–30. April 2006)
    - Premierminister Girija Prasad Koirala (1991–1994, 1998–1999, 2000–2001, 30. April 2006–2008)
- Osttimor
  - Staatsoberhaupt: Präsident Xanana Gusmão (2002–2007) (2007–2015, seit 2023 Premierminister)
  - Regierungschef:
    - Premierminister Marí Bin Amude Alkatiri (2002–26. Juni 2006, 2017–2018)
    - Premierminister José Ramos-Horta (26. Juni 2006–2007) (2007–2008, 2008–2012, seit 2022 Präsident)
- Pakistan
  - Staatsoberhaupt: Präsident Pervez Musharraf (2001–2008) (1999–2002 Regierungschef)
  - Regierungschef: Ministerpräsident Shaukat Aziz (2004–2007)
- Philippinen
  - Staats- und Regierungschef: Präsidentin Gloria Macapagal-Arroyo (2001–2010)
- Singapur
  - Staatsoberhaupt: Präsident Sellapan Ramanathan (1999–2011)
  - Regierungschef: Premierminister Lee Hsien Loong (2004–2024)
- Sri Lanka
  - Staatsoberhaupt: Präsident Mahinda Rajapaksa (2005–2015) (2004–2005, 2018, 2019–2022 Premierminister)
  - Regierungschef: Premierminister Ratnasiri Wickremanayake (2000–2001, 2005–2010)
- Thailand
  - Staatsoberhaupt: König Rama IX. Bhumibol Adulyadej (1946–2016)
  - Regierungschef:
    - Ministerpräsident Thaksin Shinawatra (2001–19. September 2006)
    - Vorsitzender des Rats für demokratische Reformen Sonthi Boonyaratglin (19. September 2006–1. Oktober 2006)
    - Ministerpräsident Surayud Chulanont (1. Oktober 2006–2008)
- Vietnam
  - Staatsoberhaupt:
    - Präsident Trần Đức Lương (1997–27. Juni 2006)
    - Präsident Nguyễn Minh Triết (27. Juni 2006–2011)

  - Regierungschef:
    - Premierminister Phan Văn Khải (1997–27. Juni 2006)
    - Premierminister Nguyễn Tấn Dũng (seit 27. Juni 2006–2016)

### Vorderasien
- Armenien
  - Staatsoberhaupt: Präsident Robert Kotscharjan (1998–2008) (1992–1994 Ministerpräsident von Bergkarabach, 1994–1997 Präsident von Bergkarabach, 1997–1998 Ministerpräsident von Armenien)
  - Regierungschef: Ministerpräsident Andranik Markarjan (2000–2007)
- Aserbaidschan
  - Staatsoberhaupt: Präsident İlham Əliyev (seit 2003)
  - Regierungschef: Ministerpräsident Artur Rasizadə (1996–2003, 2003–2018)
  - Bergkarabach (international nicht anerkannt)
    - Staatsoberhaupt: Präsident Arkadi Ghukassjan (1997–2007)
    - Regierungschef: Ministerpräsident Anuschawan Danieljan (1999–2007)
- Bahrain
  - Staatsoberhaupt: König Hamad bin Isa Al Chalifa (seit 1999) (bis 2002 Emir)
  - Regierungschef: Ministerpräsident Chalifa ibn Salman Al Chalifa (1971–2020)
- Georgien
  - Staatsoberhaupt: Präsident Micheil Saakaschwili (2004–2007, 2008–2013)
  - Regierungschef: Ministerpräsident Surab Noghaideli (2005–2007)
  - Abchasien (international nicht anerkannt)
    - Staatsoberhaupt: Präsident Sergei Bagapsch (2005–2011)
    - Regierungschef: Ministerpräsident Alexander Ankwab (2005–2010, seit 2020) (2011–2014 Präsident)

  - Südossetien (international nicht anerkannt)
    - Staatsoberhaupt: Präsident Eduard Kokoity (2001–2011)
    - Regierungschef: Ministerpräsident Juri Morosow (2005–2008)
- Irak
  - Staatsoberhaupt: Präsident Dschalal Talabani (2005–2014)
  - Regierungschef:
    - Ministerpräsident Ibrahim al-Dschafari (2005–20. Mai 2006)
    - Ministerpräsident Nuri al-Maliki (20. Mai 2006–2014)
- Iran
  - Religiöses Oberhaupt: Oberster Rechtsgelehrter Ali Chamene’i (seit 1989) (1981–1989 Ministerpräsident)
  - Regierungschef: Präsident Mahmud Ahmadinedschad (2005–2013)
- Israel
  - Staatsoberhaupt: Präsident Mosche Katzav (2000–2007)
  - Regierungschef:
    - Ministerpräsident Ariel Scharon (2001–14. April 2006)
    - Ministerpräsident Ehud Olmert (4. Januar 2006–2009) (bis 14. April 2006 kommissarisch)
- Jemen
  - Staatsoberhaupt: Vorsitzender des Präsidialrates Ali Abdullah Salih (1990–2012) (ab 1994 Präsident) (1978–1990 Präsident des Nordjemen)
  - Regierungschef: Ministerpräsident Abd al-Qadir Badschamal (2001–2007)
- Jordanien
  - Staatsoberhaupt: König Abdullah II. (seit 1999)
  - Regierungschef: Ministerpräsident Maruf al-Bachit (2005–2007, 2011)
- Katar
  - Staatsoberhaupt: Emir Hamad bin Chalifa Al Thani (1995–2013) (1995–1996 Ministerpräsident)
  - Regierungschef: Ministerpräsident Abdullah bin Chalifa Al Thani (1996–2007)
- Kuwait
  - Staatsoberhaupt:
    - Emir Dschabir III. (1977–2006) (1962–1963, 1965–1978 Ministerpräsident)
    - Emir Sa'ad al-Abdallah as-Salim as-Sabah (15. Januar 2006–24. Januar 2006) (1978–2003 Ministerpräsident)
    - Emir Sabah al-Ahmad al-Dschabir as-Sabah (24. Januar 2006–2020) (2003–2006 Ministerpräsident)

  - Regierungschef:
    - Ministerpräsident Sabah al-Ahmad al-Dschabir as-Sabah (2003–11. Februar 2006) (2006–2020 Emir)
    - Ministerpräsident Nasir al-Muhammad al-Ahmad as-Sabah (11. Februar 2006–2011)
- Libanon
  - Staatsoberhaupt: Präsident Émile Lahoud (1998–2007)
  - Regierungschef: Ministerpräsident Fuad Siniora (2005–2009)
- Oman
  - Staats- und Regierungschef: Sultan Qabus ibn Said (1970–2020)
- Palästinensische Autonomiegebiete
  - Staatsoberhaupt: Präsident Mahmud Abbas (seit 2005) (2003 Ministerpräsident)
  - Regierungschef:
    - Ministerpräsident Ahmad Qurai (2003–2005, 2005–29. März 2006)
    - Ministerpräsident Ismail Haniyya (29. März 2006–2007)
- Saudi-Arabien
  - Staats- und Regierungschef: König Abdullah ibn Abd al-Aziz (2005–2015)
- Syrien
  - Staatsoberhaupt: Präsident Baschar al-Assad (2000–2024)
  - Regierungschef: Ministerpräsident Muhammad Nadschi al-Utri (2003–2011)
- Türkei
  - Staatsoberhaupt: Präsident Ahmet Necdet Sezer (2000–2007)
  - Regierungschef: Ministerpräsident Recep Tayyip Erdoğan (2003–2014) (seit 2014 Präsident)
- Vereinigte Arabische Emirate
  - Staatsoberhaupt: Präsident Chalifa bin Zayid Al Nahyan (2004–2022) (2004–2022 Emir von Abu Dhabi)
  - Regierungschef:
    - Ministerpräsident Maktum bin Raschid Al Maktum (1971–1979, 1990–4. Januar 2006) (1990–2006 Emir von Dubai)
    - Ministerpräsident Muhammad bin Raschid Al Maktum (seit 5. Januar 2006) (seit 2006 Emir von Dubai)

### Zentralasien
- Afghanistan
  - Staats- und Regierungschef: Präsident Hamid Karzai (2001–2014)
- Kasachstan
  - Staatsoberhaupt: Präsident Nursultan Nasarbajew (1991–2019)
  - Regierungschef: Ministerpräsident Danial Achmetow (2003–2007)
- Kirgisistan
  - Staatsoberhaupt: Präsident Kurmanbek Bakijew (2005–2010) (2000–2002, 2005 Ministerpräsident)
  - Regierungschef: Ministerpräsident Felix Kulow (2005–2007)
- Mongolei
  - Staatsoberhaupt: Präsident Nambaryn Enchbajar (2005–2009) (2000–2004 Ministerpräsident)
  - Regierungschef:
    - Ministerpräsident Tsachiagiin Elbegdordsch (1998, 2004–25. Januar 2006) (2009–2017 Präsident)
    - Ministerpräsident Mijeegombyn Enchbold (25. Januar 2006–2007)
- Tadschikistan
  - Staatsoberhaupt: Präsident Emomalij Rahmon (seit 1992)
  - Regierungschef: Ministerpräsident Oqil Oqilow (1999–2013)
- Turkmenistan
  - Staats- und Regierungschef:
    - Präsident Saparmyrat Nyýazow (1991–21. Dezember 2006)
    - Präsident Gurbanguly Berdimuhamedow (21. Dezember 2006–2022) (21. Dezember 2006–2007 kommissarisch)
- Usbekistan
  - Staatsoberhaupt: PräsidentIslom Karimov (1991–2016)
  - Regierungschef: MinisterpräsidentShavkat Mirziyoyev (2003–2016) (seit 2016 Präsident)

## Australien und Ozeanien
- Australien
  - Staatsoberhaupt: Königin Elisabeth II. (1952–2022)
    - Generalgouverneur: Michael Jeffery (2003–2008)

  - Regierungschef: Premierminister John Howard (1996–2007)
- Cookinseln (unabhängiger Staat in freier Assoziierung mit Neuseeland)
  - Staatsoberhaupt: Königin Elisabeth II. (1965–2022)
    - Queen’s Representative: Frederick Tutu Goodwin (2001–2013)

  - Regierungschef: Premierminister Jim Marurai (2004–2010)
- Fidschi
  - Staatsoberhaupt: 
    - Präsident Josefa Iloilo (2000–5. Dezember 2006, 2007–2009)
    - Vorsitzender der Militärregierung Frank Bainimarama (2000, 5. Dezember 2006–2007) (2007–2022 Premierminister)

  - Regierungschef:
    - Premierminister Laisenia Qarase (2000–2001, 2001–5. Dezember 2006)
    - Premierminister Jona Senilagakali (5. Dezember 2006–2007)
- Kiribati
  - Staats- und Regierungschef: Präsident Anote Tong (2003–2016)
- Marshallinseln
  - Staats- und Regierungschef: Präsident Kessai Note (2000–2008)
- Mikronesien
  - Staats- und Regierungschef: Präsident Joseph J. Urusemal (2003–2007)
- Nauru
  - Staats- und Regierungschef: Präsident Ludwig Scotty (2003, 2004–2007)
- Neuseeland
  - Staatsoberhaupt: Königin Elisabeth II. (1952–2022)
    - Generalgouverneur/-in:
      - Silvia Cartwright (2001–4. August 2006)
      - Vorsitzende des obersten Gerichtshofs Sian Elias (2001, 4. August 2006–23. August 2006) (kommissarisch)
      - Anand Satyanand (23. August 2006–2011)

  - Regierungschef: Premierministerin Helen Clark (1999–2008)
- Niue (unabhängiger Staat in freier Assoziierung mit Neuseeland)
  - Staatsoberhaupt: Königin Elisabeth II. (1974–2022)
    - Queen’s Representative: Generalgouverneur von Neuseeland

  - Regierungschef: Premierminister Young Vivian (1992–1993, 2002–2008)
- Palau
  - Staats- und Regierungschef: Präsident Tommy Remengesau (2001–2009, 2013–2021)
- Papua-Neuguinea
  - Staatsoberhaupt: Königin Elisabeth II. (1975–2022)
    - Generalgouverneur: Paulias Matane (2004–2010)

  - Regierungschef: Ministerpräsident Michael Somare (1975–1980, 1982–1985, 2002–2011)
- Salomonen
  - Staatsoberhaupt: Königin Elisabeth II. (1978–2022)
    - Generalgouverneur: Nathaniel Waena (2004–2009)

  - Regierungschef:
    - Premierminister Allan Kemakeza (2001–20. April 2006)
    - Premierminister Snyder Rini (20. April 2006–4. Mai 2006)
    - Premierminister Manasseh Sogavare (2000–2001, 4. Mai 2006–2007, 2014–2017, 2019–2024)
- Samoa
  - Staatsoberhaupt: O le Ao o le Malo Tanumafili II. (1962–2007)
  - Regierungschef: Premierminister Sailele Tuilaʻepa Malielegaoi (1998–2021)
- Tonga
  - Staatsoberhaupt:
    - König Taufaʻahau Tupou IV. (1970–11. September 2006)
    - König George Tupou V. (11. September 2006–2012)

  - Regierungschef:
    - Premierminister Ulukalala Lavaka Ata (2000–11. Februar 2006) (seit 2012 König)
    - Ministerpräsident Feleti Sevele (11. Februar 2006–2010)
- Tuvalu
  - Staatsoberhaupt: Königin Elisabeth II. (1978–2022)
    - Generalgouverneur: Filoimea Telito (2005–2010)

  - Regierungschef:
    - Ministerpräsident Maatia Toafa (2004–14. August 2006, 2010)
    - Ministerpräsident Apisai Ielemia (14. August 2006–2010)
- Vanuatu
  - Staatsoberhaupt: Präsident Kalkot Mataskelekele (2004–2009)
  - Regierungschef: Ministerpräsident Ham Lini (2004–2008)

## Europa
- Albanien
  - Staatsoberhaupt: Präsident Alfred Moisiu (2002–2007)
  - Regierungschef: Ministerpräsident Sali Berisha (2005–2013) (1992–1997 Präsident)
- Andorra
  - Co-Fürsten:
    - Staatspräsident von Frankreich Jacques Chirac (1995–2007)
      - Persönlicher Repräsentant: Philippe Massoni (2002–2007)

    - Bischof von Urgell Joan Enric Vives i Sicília (2003–2025)
      - Persönlicher Repräsentant: Nemesi Marquès i Oste (1993–2010)

  - Regierungschef: Regierungspräsident Albert Pintat Santolària (2005–2009)
- Belarus
  - Staatsoberhaupt: Präsident Aljaksandr Lukaschenka (seit 1994)
  - Regierungschef: Ministerpräsident Sjarhej Sidorski (2003–2010)
- Belgien
  - Staatsoberhaupt: König Albert II. (1993–2013)
  - Regierungschef: Ministerpräsident Guy Verhofstadt (1999–2008)
- Bosnien und Herzegowina
  - Hoher Repräsentant für Bosnien und Herzegowina: 
    - Repräsentant: Paddy Ashdown (2002–31. Januar 2006)
    - Repräsentant: Christian Schwarz-Schilling (1. Februar 2006–2007)

  - Staatsoberhaupt:
    - Vorsitzender des Staatspräsidiums Ivo Miro Jović (2005–28. Februar 2006)
    - Vorsitzender des Staatspräsidiums Sulejman Tihić (2004, 28. Februar 2006–6. November 2006)
    - Vorsitzender des Staatspräsidiums Nebojša Radmanović (6. November 2006–2007, 2008–2009, 2010–2011, 2012–2013)

  - Staatspräsidium:
    - Bosniaken:
      - Sulejman Tihić (2002–6. November 2006)
      - Haris Silajdžić (6. November 2006–2010)

    - Kroaten:
      - Ivo Miro Jović (2005–6. November 2006)
      - Željko Komšić (6. November 2006–2014, seit 2018)

    - Serben:
      - Borislav Paravac (2003–6. November 2006)
      - Nebojša Radmanović (6. November 2006–2014)

  - Regierungschef: Ministerpräsident Adnan Terzić (2002–2007)
- Bulgarien
  - Staatsoberhaupt: Präsident Georgi Parwanow (2002–2012)
  - Regierungschef: Ministerpräsident Sergei Stanischew (2005–2009)
- Dänemark
  - Staatsoberhaupt: Königin Margrethe II. (1972–2024)
  - Regierungschef: Ministerpräsident Anders Fogh Rasmussen (2001–2009)
  - Färöer (politisch selbstverwalteter und autonomer Bestandteil des Königreichs Dänemark)
    - Vertreter der dänischen Regierung: Reichsombudmann Søren Christensen (2005–2008)
    - Regierungschef: Ministerpräsident Jóannes Eidesgaard (2004–2008)

  - Grönland (politisch selbstverwalteter und autonomer Bestandteil des Königreichs Dänemark)
    - Vertreter der dänischen Regierung: Reichsombudsmann Søren Hald Møller (2005–2011)
    - Regierungschef: Ministerpräsident Hans Enoksen (2002–2009)
- Deutschland
  - Staatsoberhaupt: Bundespräsident Horst Köhler (2004–2010)
  - Regierungschef: Bundeskanzlerin Angela Merkel (2005–2021)
- Estland
  - Staatsoberhaupt:
    - Präsident Arnold Rüütel (1991–1992, 2001–9. Oktober 2006)
    - Präsident Toomas Hendrik Ilves (9. Oktober 2006–2016)

  - Regierungschef: Ministerpräsident Andrus Ansip (2005–2014)
- Finnland
  - Staatsoberhaupt: Präsidentin Tarja Halonen (2000–2012)
  - Regierungschef: Ministerpräsident Matti Vanhanen (2003–2010)
- Frankreich
  - Staatsoberhaupt: Präsident Jacques Chirac (1995–2007) (1974–1976, 1986–1988 Premierminister)
  - Regierungschef: Premierminister Dominique de Villepin (2005–2007)
- Griechenland
  - Staatsoberhaupt: Präsident Karolos Papoulias (2005–2015)
  - Regierungschef: Ministerpräsident Kostas Karamanlis (2004–2009)
- Irland
  - Staatsoberhaupt: Präsidentin Mary McAleese (1997–2011)
  - Regierungschef: Taoiseach Bertie Ahern (1997–2008)
- Island
  - Staatsoberhaupt: Präsident Ólafur Ragnar Grímsson (1996–2016)
  - Regierungschef:
    - Ministerpräsident Halldór Ásgrímsson (2004–15. Juni 2006)
    - Ministerpräsident Geir Haarde (15. Juni 2006–2009)
- Italien
  - Staatsoberhaupt:
    - Präsident Carlo Azeglio Ciampi (1999–15. Mai 2006) (1993–1994 Ministerpräsident)
    - Präsident Giorgio Napolitano (15. Mai 2006–2015)

  - Regierungschef:
    - Ministerpräsident Silvio Berlusconi (1994–1995, 2001–17. Mai 2006, 2008–2011)
    - Ministerpräsident Romano Prodi (1996–1998, 17. Mai 2006–2008)
- Kanalinseln[1]
  - Guernsey
    - Staatsoberhaupt: Herzogin Elisabeth II. (1952–2022)
      - Vizegouverneur: Fabian Malbon (2005–2011)

    - Regierungschef: Chief Minister Laurie Morgan (2004–2007)

  - Jersey
    - Staatsoberhaupt: Herzogin Elisabeth II. (1952–2022)
      - Vizegouverneur:
        - John Cheshire (2001–7. April 2006)
        - Andrew Ridgway (14. Juni 2006–2011)

    - Regierungschef: Chief Minister Frank Walker (2005–2008)
- Kroatien
  - Staatsoberhaupt: Präsident Stjepan Mesić (2000–2010)
  - Regierungschef: Regierungspräsident Ivo Sanader (2003–2009)
- Lettland
  - Staatsoberhaupt: Präsidentin Vaira Vīķe-Freiberga (1999–2007)
  - Regierungschef: Ministerpräsident Aigars Kalvītis (2004–2007)
- Liechtenstein
  - Staatsoberhaupt: Fürst Hans-Adam II. (seit 1989)
    - Regent: Erbprinz Alois (seit 2004)

  - Regierungschef: Otmar Hasler (2001–2009)
- Litauen
  - Staatsoberhaupt: Präsident Valdas Adamkus (1998–2003, 2004–2009)
  - Regierungschef:
    - Ministerpräsident Algirdas Brazauskas (2001–1. Juni 2006) (1992–1998 Präsident )
    - Ministerpräsident Zigmantas Balčytis (1. Juni– 2006–4. Juli 2006) (kommissarisch)
    - Ministerpräsident Gediminas Kirkilas (4. Juli 2006–2008)
- Luxemburg
  - Staatsoberhaupt: Großherzog Henri (seit 2000)
  - Regierungschef: Ministerpräsident Jean-Claude Juncker (1995–2013)
- Malta
  - Staatsoberhaupt: Präsident Edward Fenech Adami (2004–2009) (1987–1996, 1998–2004 Präsident)
  - Regierungschef: Ministerpräsident Lawrence Gonzi (2004–2013)
- Isle of Man[1]
  - Staatsoberhaupt: Lord of Mann Elisabeth II. (1952–2022)
    - Vizegouverneur: Paul Haddacks (2005–2011)

  - Regierungschef:
    - Premierminister Donald Gelling (1996–2001, 2004–14. Dezember 2006)
    - Premierminister James Anthony Brown (14. Dezember 2006–2011)
- Mazedonien
  - Staatsoberhaupt: Präsident Branko Crvenkovski (2004–2009) (1992–1998, 2002–2004 Ministerpräsident)
  - Regierungschef:
    - Ministerpräsident Vlado Bučkovski (2004–27. August 2006)
    - Ministerpräsident Nikola Gruevski (27. August 2006–2016)
- Moldau
  - Staatsoberhaupt: Präsident Vladimir Voronin (2001–2009)
  - Regierungschef: Ministerpräsident Vasile Tarlev (2001–2008)
  - Transnistrien (international nicht anerkannt)
    - Staatsoberhaupt: Präsident Igor Smirnow (1991–2011)
- Monaco
  - Staatsoberhaupt: Fürst: Albert II. (seit 2005)
  - Regierungschef: Staatsminister Jean-Paul Proust (2005–2010)
- Montenegro (unabhängig seit 3. Juni 2006)
  - Staatsoberhaupt: Präsident Filip Vujanović (2002–2003, 2003–2018) (1998–2003 Ministerpräsident)
  - Regierungschef:
    - MinisterpräsidentMilo Đukanović (1991–1998, 2003–10. November 2006, 2008–2010, 2012–2016) (1998–2002, 2018–2023 Präsident)
    - Ministerpräsident Željko Šturanović (10. November 2006–2008)
- Niederlande
  - Staatsoberhaupt: Königin Beatrix (1980–2013)
  - Regierungschef: Ministerpräsident Jan Peter Balkenende (2002–2010)
  - Niederländische Antillen (Land des Königreichs der Niederlande)
    - Vertreter der niederländischen Regierung: Gouverneur Frits Goedgedrag (2002–2010)
    - Regierungschef: 
      - Ministerpräsident Etienne Ys (2004–26. März 2006)
      - Ministerpräsidentin Emily de Jongh-Elhage (26. März 2006–2010)
- Norwegen
  - Staatsoberhaupt: König Harald V. (seit 1991)
  - Regierungschef: Ministerpräsident Jens Stoltenberg (2000–2001, 2005–2013)
- Österreich
  - Staatsoberhaupt: Bundespräsident Heinz Fischer (2004–2016)
  - Regierungschef: Bundeskanzler Wolfgang Schüssel (2000–2007)
- Polen
  - Staatsoberhaupt: Präsident Lech Kaczyński (2005–2010)
  - Regierungschef:
    - Ministerpräsident Kazimierz Marcinkiewicz (2005–14. Juli 2006)
    - Ministerpräsident Jarosław Kaczyński (14. Juli 2006–2007)
- Portugal
  - Staatsoberhaupt:
    - Präsident Jorge Sampaio (1996–9. März 2006)
    - Präsident Aníbal Cavaco Silva (9. März 2006–2016) (1985–1995 Ministerpräsident)

  - Regierungschef: Ministerpräsident José Sócrates (2005–2011)
- Rumänien
  - Staatsoberhaupt: Präsident Traian Băsescu (2004–2014)
  - Regierungschef: Ministerpräsident Călin Popescu-Tăriceanu (2004–2008)
- Russland
  - Staatsoberhaupt: Präsident Wladimir Putin (1999–2008, seit 2012) (1999–2000, 2008–2012 Ministerpräsident)
  - Regierungschef: Ministerpräsident Michail Fradkow (2004–2007)
- San Marino
  - Staatsoberhaupt: Capitani Reggenti
    - Claudio Muccioli (1. Oktober 2005–1. April 2006) und Antonello Bacciocchi (1999, 1. Oktober 2005–1. April 2006)
    - Gian Franco Terenzi (1997–1998, 2000–2001, 1. April 2006–1. Oktober 2006, 2014–2015) und Loris Francini (1998, 1. April 2006–1. Oktober 2006)
    - Antonio Carattoni (1. Oktober 2006–1. April 2007) und Roberto Giorgetti (1. Oktober 2006–1. April 2007)

  - Regierungschef: 
    - Außenminister Fabio Berardi (2003–27. Juli 2006)
    - Außenminister Fiorenzo Stolfi (27. Juli 2006–2008)
- Schweden
  - Staatsoberhaupt: König Carl XVI. Gustaf (seit 1973)
  - Regierungschef:
    - Ministerpräsident Göran Persson (1996–6. Oktober 2006)
    - Ministerpräsident Fredrik Reinfeldt (6. Oktober 2006–2014)
- Schweiz[2]
  - Bundespräsident Moritz Leuenberger (2001, 1. Januar 2006–31. Dezember 2006)
  - Bundesrat:
    - Moritz Leuenberger (1995–2010)
    - Pascal Couchepin (1998–2009)
    - Joseph Deiss (1999–31. Juli 2006)
    - Samuel Schmid (2001–2008)
    - Micheline Calmy-Rey (2003–2011)
    - Christoph Blocher (2004–2007)
    - Hans-Rudolf Merz (2004–2010)
    - Doris Leuthard (seit 1. August 2006–2018)
- Serbien (Rechtsnachfolger von „Serbien und Montenegro“ seit 3. Juni)
  - Staatsoberhaupt: Präsident Boris Tadić (2004–2012)
  - Regierungschef: Ministerpräsident Vojislav Koštunica (2004–2008) (2000–2003 Präsident Jugoslawiens)
- Serbien und Montenegro (am 3. Juni 2006 in Serbien und Montenegro aufgeteilt)
  - Staats- und Regierungschef: Präsident und Ministerpräsident Svetozar Marović (2003–3. Juni 2006)
  - Serbien
    - Staatsoberhaupt: Präsident Boris Tadić (2004–2012)
    - Regierungschef: Ministerpräsident Vojislav Koštunica (2004–2008) (2000–2003 Präsident Jugoslawiens)

  - Montenegro
    - Staatsoberhaupt: Präsident Filip Vujanović (2003–2018)
    - Regierungschef:
      - Ministerpräsident Milo Đukanović (1991–1998, 2003–10. November 2006, 2008–2010)
      - Ministerpräsident Željko Šturanović (10. November 2006–2008)
- Slowakei
  - Staatsoberhaupt: Präsident Ivan Gašparovič (2004–2014)
  - Regierungschef:
    - Ministerpräsident Mikuláš Dzurinda (1998–4. Juli 2006)
    - Ministerpräsident Robert Fico (4. Juli 2006–2010, 2012–2018, seit 2023)
- Slowenien
  - Staatsoberhaupt: Präsident Janez Drnovšek (2002–2007) (1992–2000, 2000–2002 Präsident)
  - Regierungschef: Ministerpräsident Janez Janša (2004–2008, 2012–2013, 2020–2022)
- Spanien
  - Staatsoberhaupt: König Juan Carlos I. (1975–2014)
  - Regierungschef: Ministerpräsident José Luis Rodríguez Zapatero (2004–2011)
- Tschechien
  - Staatsoberhaupt: Präsident Václav Klaus (1993, 2003–2013) (1993–1997 Ministerpräsident)
  - Regierungschef:
    - Ministerpräsident Jiří Paroubek (2005–4. September 2006)
    - Ministerpräsident Mirek Topolánek (4. September 2006–2009)
- Ukraine
  - Staatsoberhaupt: Präsident Wiktor Juschtschenko (2005–2010) (1999–2001 Ministerpräsident)
  - Regierungschef:
    - Ministerpräsident Jurij Jechanurow (2005–4. August 2006)
    - Ministerpräsident Wiktor Janukowytsch (2002–2005, 4. August 2006–2007) (2010–2014 Präsident)
- Ungarn
  - Staatsoberhaupt: Präsident László Sólyom (2005–2010)
  - Regierungschef: Ministerpräsident Ferenc Gyurcsány (2004–2009)
- Vatikanstadt
  - Staatsoberhaupt: Papst Benedikt XVI. (2005–2013)
  - Regierungschef:
    - Präsident des Governatorats Edmund Casimir Szoka (1997–15. September 2006)
    - Präsident des Governatorats Giovanni Lajolo (15. September 2006–2011)
- Vereinigtes Königreich
  - Staatsoberhaupt: Königin Elisabeth II. (1952–2022) (gekrönt 1953)
  - Regierungschef: Premierminister Tony Blair (1997–2007)
- Republik Zypern
  - Staats- und Regierungschef: Präsident Tassos Papadopoulos (2003–2008)
  - Nordzypern (international nicht anerkannt)
    - Staatsoberhaupt: Präsident Mehmet Ali Talât (2005–2010) (2004–2005 Ministerpräsident)
    - Regierungschef: Ministerpräsident Ferdi Sabit Soyer (2005–2009)